# Мадд, Сидней Эмануэль (1858)
Сидней Эмануэль Мадд I (англ. Sydney Emanuel Mudd I; 12 февраля 1858, округ Чарльз, Мэриленд, США — 21 октября 1911, Филадельфия, Пенсильвания, США) — американский государственный деятель, член Палаты представителей Конгресса США от штата Мэриленд (1890—1891 и 1897—1911).

## Биография
Родился в семье плантатора Джереми Т. Мадда. Был племянником Сэмюэля Мадда, доктора, который оказывал медицинскую помощь Джону Буту после того, как он убил президента Авраама Линкольна.
Получил начальное католическое образование. Учился в Джорджтаунском университете, в 1878 г. окончил колледж Святого Иоанна в Аннаполисе, штат Мэриленд, продолжил обучение на юридическом факультете Виргинского университета
в Шарлоттсвилле. В 1880 году был принят в адвокатуру и вернулся в округ Чарльз, чтобы начать свою практику.
В 1882 г. женился на Иде Гриффин, дочери Уолтера Гриффина из Сурраттсвилля. В браке родились четверо детей, одна дочь и трое сыновей. Среди них, Сидней Эмануэль Мадд II, который стал адвокатом и политиком, как и его отец.
В 1879 и 1881 гг. избирался членом Палаты делегатов Мэриленда. На выборах в Палату представителей Конгресса США в 1888 г. в качестве кандидата от республиканцев сумел доказать, что его оппоненты — демократы фальсифицировали выборы, в 1890—1891 гг. — член Палаты представителей от 5-го округа Мэриленда.
В 1895 г. был вновь избран в Палату делегатов Мэриленда, в 1896 г. занимал пост ее спикера.
В 1897—1911 гг. являлся членом Палаты представителей Конгресса США. С 1907 г. занимал пост председателя комитета по расходам Министерства юстиции.